# Friedrich Wilhelm Schulze

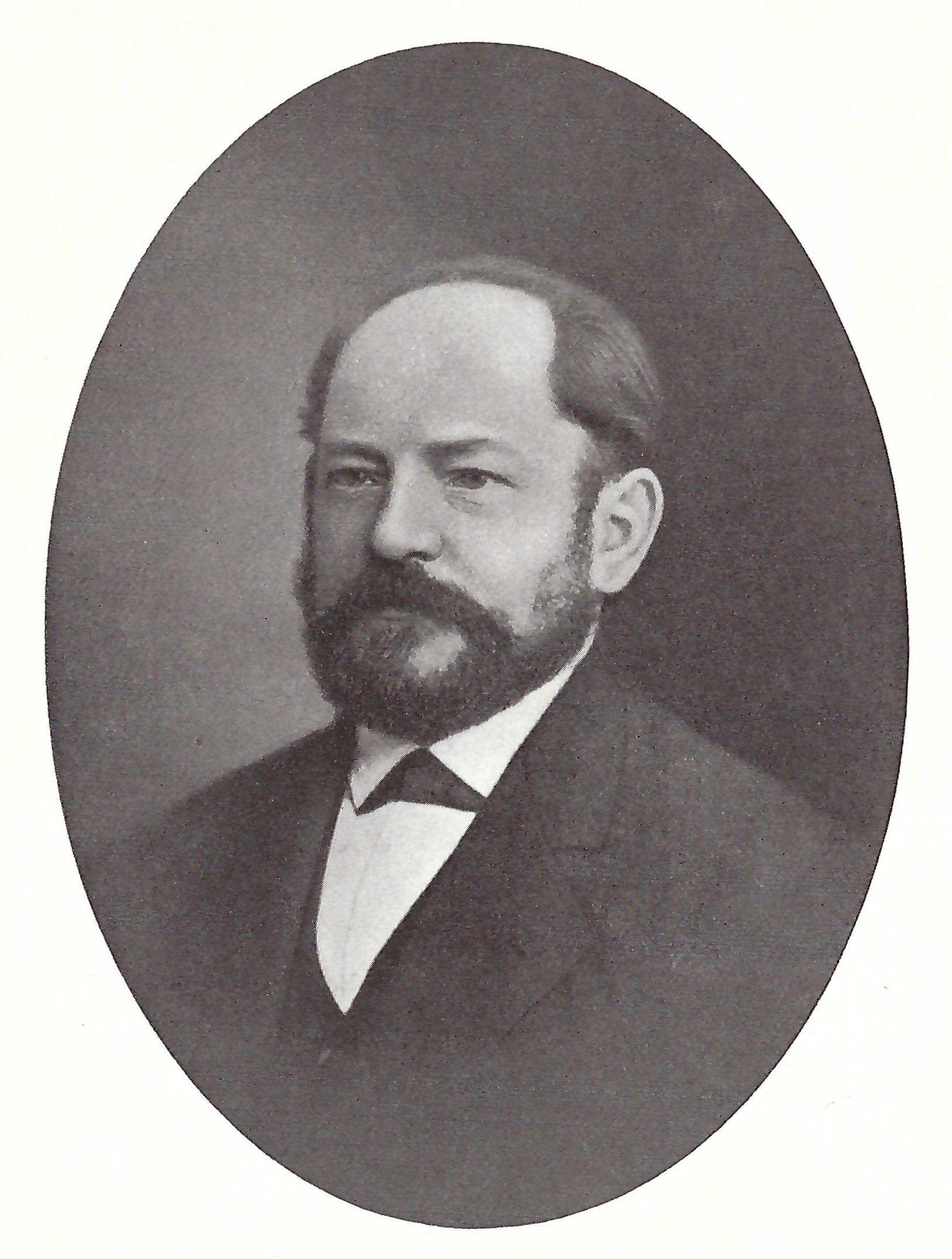
Friedrich Wilhelm Schulze

Friedrich Wilhelm Schulze (* 14. März 1838 in Cunrau; † 15. Januar 1893) war ein deutscher Genossenschaftler und Kommunalpolitiker. Er leitete über mehr als 27 Jahre die Konsumgenossenschaft Neustadt-Magdeburg, die er zu einer der größte deutschen Konsumgenossenschaften ihrer Zeit führte.

## Leben
Schulze wurde als zweiter Sohn des Cunrauer Ortsschulzen geboren. Der Pfarrer des Orts bereitete ihn nach dem Abschluss der Schule auf den Beruf des Lehrers vor. Er besuchte das Lehrerseminar in Magdeburg und nach der Verlegung des Seminars, in Barby. Nach Abschluss der Ausbildung ging er als Volksschullehrer nach Neustadt-Magdeburg. Dort begann er sich für die Genossenschaftsbewegung zu engagieren. Er trat wenige Monate nach der 1864 erfolgten Gründung der Konsumgenossenschaft Neustadt bei. 1865 übernahm er die Funktion des Kassierers des Konsumvereins. Noch im gleichen Jahr wurde er zum Betriebsdirektor der Genossenschaft gewählt. Dieses Amt versah er nebenamtlich, bis er 1867 als hauptamtlicher Geschäftsführer angestellt wurde. Er führte die Konsumgenossenschaft bis zu seinem Tode. Die Genossenschaft entwickelte sich unter seiner Leitung zu einer der größten Konsumgenossenschaften in Deutschland. Er galt auch als gewandter Redner und trat als Referent auf Genossenschaftstagungen auf.
Von 1877 bis 1882 war er von der zweiten Wahlabteilung zum Stadtverordneten Neustadts gewählt worden. Nach seiner Wiederwahl legte er jedoch 1884 sein Mandat nieder. Nach der Eingemeindung Neustadts nach Magdeburg im Jahr 1886 wurde er, wieder für die zweite Abteilung, in die Magdeburger Stadtverordnetenversammlung gewählt, der er von 1887 bis 1892 angehörte. Er litt verstärkt an gesundheitlichen Problemen und erlitt mehrere leichte Schlaganfälle. Während einer Stadtverordnetenversammlung im Dezember 1889 wurde er ohnmächtig und musste nach Hause gebracht werden. Er trat daher zu einer Wiederwahl nicht an.
Schulze verstarb nach dreitägiger Bewusstlosigkeit am 15. Januar 1893. Die Beisetzung erfolgte unter großer Anteilnahme am 18. Januar 1893.